# Nick Carter
Nicholas Gene Carter, blot kendt som Nick Carter, (født 28. januar 1980 i Jamestown, New York, USA) er en amerikansk sanger, som er mest kendt som et af medlemmerne i boybandet Backstreet Boys. Han udgav sit første soloalbum ud af to i 2002, som hed Now Or Never, imens Backstreet Boys havde deres  pause i perioden 2002-2005. Hans andet solo album I'm Taking Off udkom i 2011. Han har medvirket i sit eget reality show, House of Carters, sammen med resten af sin familie. Han blev meget populær i slutningen af 1990'erne og starten af 2000'erne, som et teen idol. Nick Carter er storebror til Aaron Carter, der også er sanger.

## Tidlige liv og familie
Carter blev født i Jamestown, New York, hvor hans forældre, Jane Elizabeth (født Spaulding) og Robert Gene Carter, ejede en bar kaldet Yankee Rebel.  Adskillige år senere flyttede familien til Ruskin , Florida og hvor de styrede Garden Villa plejehjem.  Carters søskende er: BJ (Bobbie Jean)  Leslie (6. juni 1986 - 31. januar 2012), og tvillingerne Aaron og Angel (født 7. december 1987). 
Derudover har faren Robert G. Carter en datter, Virginia (født 1972), fra et tidligere ægteskab. Carters forældre blev skilt i 2003. Hans far giftede sig igen med Ginger R. Elrod (født 5. december, 1974) i 2004,  og fik en søn, Kaden Brent, i juni 2005.

## Backstreet Boys
Sammen med A. J. McLean, Brian Littrell, Howie Dorough og Kevin Richardson grundlagde han popgruppen Backstreet Boys, da Nick var 12 år gammel i 1992, hvilket gør ham til det yngste medlem af bandet. De har udgivet 7 albums siden begyndelsen af 1990'erne, og har så sent som i 2009 udgivet et album, This Is Us. Backstreet Boys bekræftede under et show i London d. 29. april 2012, at de udkommer med et nyt album i slutningen af 2012, hvilket vil blive det 8. album i deres historie. 